# 1117 dans les croisades
Cette page regroupe les évènements concernant les Croisades qui sont survenus en 1117 : 
- avril : Baudouin Ier, roi de Jérusalem, répudie Adélaïde de Montferrat[1].